# Elementy z listy reprezentatywnej niematerialnego dziedzictwa kulturowego w Ameryce Południowej i na Karaibach
Poniżej przedstawiono wykaz elementów z listy reprezentatywnej niematerialnego dziedzictwa kulturowego UNESCO w Ameryce Południowej i na Karaibach. Listę uporządkowano w kolejności alfabetycznej według krajów (stan na 2020).

## Argentyna(3)
|  | Tango argentyńskie – wpis wraz z Urguwajem | 2009 |
|  | Fileteado w Buenos Aires                   | 2015 |
|  | Chamamé                                    | 2020 |

## Belize(1)
|  | Język, taniec i muzyka Garifuna – wpis wraz z Gwatemalą, Hondurasem i Nikaraguą | 2001/2008 |

## Boliwia(8)
|  | Karnawał w Oruro                                                                      | 2001/2008 |
|  | Andyjska kosmowizja grupy etnicznej Kallawaja                                         | 2003/2008 |
|  | Ichapekene Piesta – największe święto w San Ignacio de Moxos                          | 2012      |
|  | Pujillay i Ayrichi, muzyka i taniec ludu Yampara                                      | 2014      |
|  | Rytualne podróże w La Paz podczas festiwalu Alasitas                                  | 2017      |
|  | Fiesta del Gran Poder w La Paz                                                        | 2019      |
|  | Wielki festiwal w Tarija                                                              | 2021      |
|  | Ch’utillos, festiwal św. Bartłomieja i św. Ignacego Loyoli, spotkanie kultur w Potosí | 2023      |

## Brazylia(6)
|  | Ustne i graficzne środki wyrazu grupy Wajapi                                              | 2003/2008 |
|  | Samba de Roda z Recôncavo w Bahia                                                         | 2005/2008 |
|  | Frevo – sztuka widowiskowa związana z karnawałem w Recife                                 | 2012      |
|  | Procesja z figurą Naszej Pani z Nazaretu w Belém (port. Círio de Nossa Senhora de Nazaré) | 2013      |
|  | Krąg wykonawców widowiskowej sztuki afro-brazylijskiej capoeira                           | 2014      |
|  | Bumba-meu-boi z Maranhão                                                                  | 2019      |

## Chile(1)
|  | Baile Chino | 2014 |

## Dominikana(4)
|  | Przestrzeń kulturowa Bractwa Ducha Świętego Congos z Villa Mella | 2001/2008 |
|  | Tradycja widowisk tanecznych Cocolo                              | 2005/2008 |
|  | Muzyka i taniec merengue                                         | 2016      |
|  | Muzyka i taniec dominikańskiej bachaty                           | 2019      |

## Ekwador(3)
|  | Dziedzictwo przekazu ustnego i kulturowych środków wyrazu ludu Zápara – wpis wraz z Peru                                                   | 2001/2008 |
|  | Wyplatanie kapeluszy Panama w Ekwadorze | 2012      |
|  | Muzyka na marimbę i tradycyjne śpiewy z regionu Południowego Pacyfiku w Kolumbii i prowincji Esmeraldas w Ekwadorze – wpis wraz z Kolumbią | 2015      |

## Gwatemala(2)
|  | Język, taniec i muzyka Garifuna – wpis wraz z Belize, Hondurasem i Nikaraguą | 2001/2008 |
|  | Tradycja widowisk tanecznych Rabinal Achí                                    | 2005/2008 |

## Honduras(1)
|  | Język, taniec i muzyka Garifuna – wpis wraz z Belize, Gwatemalą i Nikaraguą | 2001/2008 |

## Jamajka(2)
|  | Dziedzictwo Maroon w Moore Town | 2003/2008 |
|  | Muzyka reggae na Jamajce        | 2018      |

## Kolumbia(8)
|  | Karnawał w Barranquilla | 2003/2008 |
|  | Przestrzeń kulturowa San Basilio de Palenque                                                                                                | 2005/2008 |
|  | Karnawał „Negros y Blancos” (Czarnych i Białych)                                                                                            | 2009      |
|  | Wielkanocne Procesje w Popayán | 2009      |
|  | System prawny społeczności Wayuu, praktykowany przez Pütchipü’üi (palabrero)                                                                | 2010      |
|  | Wiedza tradycyjna jaguarowych szamanów w Yurupari                                                                                           | 2011      |
|  | Święto św. Franciszka z Asyżu w Quibdó | 2012      |
|  | Muzyka na marimbę i tradycyjne śpiewy z regionu Południowego Pacyfiku w Kolumbii i prowincji Esmeraldas w Ekwadorze – wpis wraz z Ekwadorem | 2015      |

## Kostaryka(1)
|  | Tradycje pasterskie i wozy zaprzężone w woły | 2005/2008 |

## Kuba(7)
|  | Tumba Francesa – muzyka bractwa Oriente | 2003/2008 |
|  | Rumba na Kubie, połączenie muzyki i tańca oraz wszystkie praktyki z tym związane                                                           | 2016      |
|  | Punto | 2017      |
|  | Święto Las Parrandas na Kubie | 2018      |
|  | Wiedza tradycyjna mistrzów rumu (Maestros Roneros) związana z wyrobem lekkiego rumu                                                        | 2022      |
|  | Bolero: tożsamość, emocje i poezja w piosence – wpis wraz z Meksykiem                                                                      | 2023      |
|  | Tradycyjna wiedza i praktyki związane z wyrabianiem i spożywaniem chleba z manioku – wpis wraz z Dominikaną, Haiti, Hondurasem i Wenezuelą | 2024      |

## Meksyk(10)
|  | Obchody Dnia Zmarłych | 2003/2008 |
|  | Miejsca pamięci i żywe tradycje Indian Otomi Cziczimeka z regionu Tolimán                                                                                             | 2009      |
|  | Rytuał Valadores | 2009      |
|  | Los Parachicos w tradycyjnym styczniowym święcie w Chiapa de Zorzo | 2010      |
|  | Tradycyjna kuchnia meksykańska jako pradawna, żywa kultura wspólnotowa, według wzoru z Michoacán                                                                      | 2010      |
|  | Pirekua – tradycyjna pieśń społeczności purepechów | 2010      |
|  | Mariachi – śpiew i muzyka na instrumenty strunowe i trąbkę | 2011      |
|  | Charrería | 2016      |
|  | Pielgrzymka: cykl rytualny La llevada Dziewicy z Zapopan | 2018      |
|  | Wytwarzanie ceramiki talavera w stanach Puebla i Tlaxcala (Meksyk) oraz ceramiki w Talavera de la Reina i El Puente del Arzobispo (Hiszpania) – wpis wraz z Hiszpanią | 2019      |

## Nikaragua(2)
|  | Język, taniec i muzyka Garifuna – wpis wraz z Belize, Gwatemalą i Hondurasem | 2001/2008 |
|  | Dramat satyryczny El Güegüense                                               | 2008      |

## Panama(2)
|  | Tradycyjny proces i techniki włókien roślinnych tkania talco, crineja i pinta do wyrobu kapeluszy pinta’o | 2017 |
|  | Rytuał i biesiadna ekspresja kultury Kongo                                                                | 2018 |

## Paragwaj(1)
|  | Praktyki i tradycyjna wiedza o Tereré w kulturze Pohã Ñana, napój przodków Guaraní w Paragwaju | 2020 |

## Peru(10)
|  | Dziedzictwo przekazu ustnego i kulturowych środków wyrazu ludu Zápara – wpis wraz z Ekwadorem | 2001/2008 |
|  | Sztuka wyrobu tkanin z wyspy Taquile                                                          | 2008      |
|  | Huaconada – taniec rytualny z regionu Mito                                                    | 2010      |
|  | Taniec z nożycami                                                                             | 2010      |
|  | Pielgrzymka do sanktuarium w Quyllur Rit’i                                                    | 2011      |
|  | Zwyczaje i tradycje związane z corocznym odnawianiem inkaskiego mostu linowego Q’eswachaka    | 2013      |
|  | Obchody święta ku czci Matki Boskiej Gromnicznej w Puno                                       | 2014      |
|  | Wititi – taniec z Kanionu Colca                                                               | 2015      |
|  | Tradycyjny system sadow irygacyjnych w Corongo                                                | 2017      |
|  | Hatajo de Negritos i Hatajo de Pallitas z południowo-środkowego wybrzeża Peru                 | 2019      |

## Urugwaj(2)
|  | Tango argentyńskie – wpis wraz z Argentyną           | 2009 |
|  | Muzyka Candombe i jej przestrzeń społeczno-kulturowa | 2009 |

## Wenezuela(4)
|  | Tańczące diabły w obchodach Bożego Ciała                                                          | 2012 |
|  | Obchody dnia świętego Pawła w Guarenas i Guatire (La Parranda de San Pedro de Guarenas y Guatire) | 2013 |
|  | Tradycyjna wiedza i technologia związana z uprawą i przetwarzaniem kuraguy (Ananas lucidus)       | 2015 |
|  | Karnawał w El Callao                                                                              | 2016 |